# Arreau
Arreau är en kommun i departementet Hautes-Pyrénées i regionen Occitanien i sydvästra Frankrike. Kommunen ligger i kantonen Arreau som tillhör arrondissementet Bagnères-de-Bigorre. År 2022 hade Arreau 732 invånare.

## Befolkningsutveckling
Antalet invånare i kommunen Arreau
| Referens: INSEE |